# Supernova vom Typ IIP
Eine Supernova vom Typ IIP ist eine wasserstoffreiche Kernkollaps-Supernova, in deren Lichtkurve es zu einem circa 100 Tage andauernden Stillstand kommt, der als Plateauphase bezeichnet wird. Neuere Durchmusterungen zeigen, dass 50 % aller Kernkollaps-Supernovae über eine Plateauphase im abfallenden Ast der Lichtkurve verfügen.
Kernkollapssupernovae sind das Endstadium eines massereichen Sterns mit einer Ursprungsmasse von mehr als acht Sonnenmassen. Nachdem die Sterne in ihrem Kern Elemente bis zum Eisen, dem Element mit der höchsten Bindungsenergie, synthetisiert haben, können sie durch Nukleosynthese keine weitere Energie erzeugen und deshalb keinen der Gravitation entgegenwirkenden Druck aufbauen. In der Folge kommt es zu einem Kernkollaps, bei dem der Kern in einen Protoneutronenstern kollabiert. Die weiterhin einfallende Materie wird an dem Kern reflektiert und läuft als Schockwelle durch den Stern nach außen. In der Stoßfront steigt die Temperatur auf mehrere hundert Millionen Grad an und erzeugt über den r-Prozess schwere Elemente jenseits des Eisens.

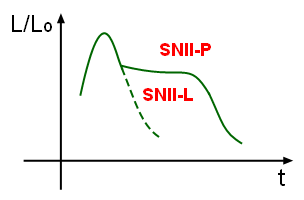
Lichtkurve als Funktion der Helligkeit über der Zeit für Typ-IIL- und IIP-Supernovae

Der Helligkeitsverlauf ist nach dem Durchbrechen der Sternatmosphäre durch die Stoßwelle durch den radioaktiven Zerfall entlang der Kette 56Ni → 56Co → 56Fe bestimmt. Dies führt in dem astronomischen logarithmischen Helligkeitssystem zu einem linearen Helligkeitsabfall und die Supernovae werden als Typ IIL (linear) bezeichnet. Bei den IIP-Supernovae mit ihrem gut hundert Tage andauernden Plateau kommt neben dem radioaktiven Zerfall zusätzliche Energie aus der Abkühlung der von der Schockfront erhitzten Ejekta aus der Rekombination des Wasserstoffs.
Die Leuchtkräfte während der Plateauphase streuen über eine Größenordnung zwischen 1042,5 erg/s bis zu 1041,5 erg/s für unterleuchtkräftige Supernovae vom Typ IIP. Die unterleuchtkräftigen IIP-Supernovae zeigen auch sowohl eine geringere Expansionsgeschwindigkeit der Balmer-Linien von 1.000 km/s im Vergleich zu bis zu 5.000 km/s als auch eine geringere Helligkeit nach der Plateauphase. Dies wird mit einer geringen Menge von in der Supernova synthetisiertem Nickel in Verbindung gebracht. In unterleuchtkräftigen IIP-Supernovae werden danach nur 0,002 bis 0,005 Sonnenmassen an Nickel erzeugt, während die Menge des Nickels bei normalleuchtkräftigen SN IIP 0,1 Sonnenmassen erreicht.
Der Vorläuferstern einer Supernova vom Typ IIP ist ein Roter Überriese oder Gelber Hyperriese. Diese Sterne, die auf Aufnahmen vor der Explosion am Ort der Supernova zu sehen sind, können einige Jahre nach der Explosion nicht mehr nachgewiesen werden. Die Masse der Vorläufersterne ist nach Simulationsrechnungen im Bereich von 9 bis 32 Sonnenmassen, während die beobachteten Sterne eher geringere Massen von 9 bis 17 Sonnenmassen zu haben scheinen. Wahrscheinlich bildet sich bei Roten Überriesen mit höherer Masse eine Un-Nova. Dabei handelt es sich um eine fehlgeschlagene Supernova, deren Explosionsmechanismus nicht genügend Energie freisetzt, sodass die Hülle das Gravitationspotential des neu entstandenen Schwarzen Lochs überwinden kann.
Die Plateau-Phase ermöglicht es, mit hoher Genauigkeit die Entfernung zu der Supernova zu bestimmen, und  damit sind die IIP-Supernovae aufgrund ihrer hohen Leuchtkraft eine Standardkerze für kosmologische Entfernungen. Allerdings werden für die Expandierende Photosphäre-Methode, für das Spectral-fitting Expanding Atmosphere Model und die Standardized Candle Method hochauflösende Spektren über einen langen Zeitraum benötigt und sind damit aufwändiger als die Phillips-Beziehung bei thermonuklearen Supernovae vom Typ Ia.